# I Muvrini
I Muvrini sono un gruppo musicale della Corsica che canta in lingua corsa, alternando la musica tradizionale corsa ad aperture alla musica pop contemporanea. Il nome del gruppo è un omaggio a una pecora selvatica che vive nelle montagne della Corsica.

## Storia
Il gruppo nasce alla fine degli anni settanta attorno ai fratelli Jean-François e Alain Bernardini, figli nel noto poeta e cantore corso Ghjuliu Bernardini. Nel corso della loro carriera hanno duettato con alcuni artisti internazionali come Sting, con cui hanno inciso Terre d'oru (cover in lingua corsa di Fields of gold), Anggun con cui hanno inciso la cover di Street of Philadelphia e Ute Lemper con cui hanno interpretato Amsterdam di Jacques Brel.

## Discografia

### Album studio
- 1979 - ...Ti ringrazianu
- 1980 - Anu da vultà
- 1981 - ...È campà quì
- 1984 - Lacrime
- 1985 - 85
- 1986 - À l'encre rouge
- 1988 - Pè l'amore di tè...
- 1989 - Quorum
- 1991 - À voce rivolta
- 1993 - Noi
- 1995 - Curagiu
- 1998 - Leia
- 2002 - Umani
- 2005 - Alma
- 2007 - I Muvrini et les 500 choristes
- 2010 - Gioia
- 2012 - Imaginà
- 2015 - Invicta
- 2016 - Pianetta
- 2017 - Luciole
- 2019 - Portu in core
- 2022 - Piú forti
- 2025 - Nulu 33

### Raccolte
- 1998 - Sò
- 2000 - Pulifunie
- 2000 - A strada
- 2013 - Best of (3 CD)

### Live
- 1990 - In core
- 1994 - Zenith 93
- 1996 - Bercy 96
- 2005 - Live
- 2006 - ALMA 2005

### Video e DVD
- I Muvrini at Bercy '96
- Giru FR3
- Zenith '92
- Terra
- Alma 2005